# HD 98772
HD 98772，又名BD+65 828，SAO 15486、HR 4391，是一颗恒星，视星等为6.02，位于銀經137.71，銀緯50.18，其B1900.0坐标为赤經11h 16m 54.9s，赤緯+64° 50.18′ 40″。